# David Wilson (Eiskunstläufer)

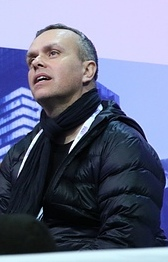
David Wilson

David Wilson (* 1966) ist ein kanadischer Eiskunstlauftrainer und Choreograf und ehemaliger Eiskunstläufer.
Seine Eiskunstlaufkarriere endete, als bei ihm Osgood-Schlatter diagnostiziert wurde. Nach einer Knieoperation tourte der 18-jährige Wilson mit der Eisrevue Ice Capades in Nordamerika und Holiday on Ice in Europa. Danach ging er mit seinem Partner Jean-Pierre Boyer nach Montreal und fing an, als Choreograf zu arbeiten. Mit Choreografien für Sébastien Britten gelang ihm der Durchbruch. Zu seinen bekanntesten Kunden gehörten Brian Orser, Kim Yu-na sowie Pang Qing und Tong Jian. Wilson arbeitet im Toronto Cricket and Skating Club.
Auswahl von Eiskunstläufern für die Wilson als Choreograf arbeitete oder arbeitet:
- Jeremy Abbott[1]
- Miki Ando[2]
- Sébastien Britten
- Jeffrey Buttle[3]
- Sasha Cohen[4]
- Alissa Czisny[5]
- Jessica Dubé & Bryce Davison[6]
- Marie-France Dubreuil & Patrice Lauzon.[7]
- Javier Fernández López[8]
- Elene Gedewanischwili
- Midori Ito[9]
- Kim Yu-na[10]
- Kiira Korpi[11]
- Kimmie Meissner.[12]
- Nobunari Oda[13]
- Brian Orser
- Pang Qing & Tong Jian.[14]
- Adam Rippon[15]
- Joannie Rochette[16]
- Fumie Suguri[17]
- Johnny Weir[18]